# Franca Sozzani
Franca Sozzani (Mantua, Lombardía; 20 de enero de 1950-Milán, Lombardía; 22 de diciembre de 2016) fue una periodista italiana y desde 1988 hasta su muerte la redactora jefe de la revista Vogue Italia, la versión italiana de la revista estadounidense de moda Vogue.

## Biografía
Cursó estudios en el Liceo clásico “Virgilio” de Mantua y se graduó en Filosofía y Lengua Germánica y completar su formación en Nueva York con una tesis sobre filología germánica. 
Inició su carrera trabajando para la revista Vogue Bambini. En 1980 pasó a ser directora responsable de la revista Lei. Tres años más tarde dirigió también la versión masculina de la revista titulada Per Lui. Desde 1988 fue directora de la publicación Vogue Italia y desde octubre de 2006 también dirigió la versión masculina de la publicación, L'Uomo Vogue. 
Fue directora de la editorial Condé Nast Italia y desde marzo de 2013 fue presidente de la Fundación IEO (Istituto Europeo di Oncologia). En febrero de 2010 lanzó el sitio de Internet Vogue.it, el primer portal en el mundo dedicado a esta publicación. 
En 2012 recibió el Premio América de la Fundación Italia USA.
Era la madre de Francesco Carrozzini, fotógrafo y realizador cinematográfico. Falleció el 22 de diciembre de 2016 tras un período de enfermedad.

## Obra
Fue autora de numerosos libros de fotografía moda arte y diseño entre los cuales se destacan:
- 30 años de Vogue Italia (1994)
- Visitors (1996)
- A Noir (1998)
- Style in Progress (1998)
- Valentino's Red Book (2000)
- Artista al lavoro (2003)
- Los caprichos de la moda (2010)